# صيصالة (قلنسية)
صيصالة هي إحدى قرى عزلة جزيرة صابور كمال فرعون بمديرية قلنسية وعبد الكوري التابعة لمحافظة أرخبيل سقطرى، بلغ تعداد سكانها 6 نسمة حسب تعداد اليمن لعام 2004.